# Линия 3 (Мадридский метрополитен)
Линия 3 — линия Мадридского метрополитена. Линия состоит из 18 станций.

## История
Линия открылась 9 августа 1936 года, с участком Соль — Эмбахадорес (исп.), через три недели после начала гражданской войны. В 1941 году линия была продлена от станции Соль до станции Аргуэльес (исп.), в 1949 — от Ембахадорес до Делисьяс (исп.), в 1951 — от Делисьяс до Легаспи (исп.), в 1963 — от Аргуэльес до Монклоа и в 2007 — от Легаспи до Вильяверде Альто. В 2006 году платформы были удлинены до 90 метров для использования 6-вагонных поездов класса 3000. В ходе этого проекта все станции были модернизированы и удлинены, таким образом придав оригинальной секции Линии 3 совершенно новый облик. Станция Монклоа была перестроена при строительстве пересадки с Линией 6, в ходе которого станция получила облегчённый доступ. 21 апреля 2007 года Линия 3 была расширена от Легаспи до Вильяверде Альто удвоив её размеры. Это было первое расширение с 1951 года. В будущем ее будут расширять в обоих направлениях. На юге Линию продлят до станции Эль Касар, где она дойдёт до Линии 12 и железнодорожной станции C-3.

## Пересадки
- с линией 1: на станции Соль
- с линией 2: на станциях Плаза де Эспанья и Соль
- с линией 4: на станции Аргелес
- с линией 5: на станциях Калляо и Эмбахадорес
- с линией 6: на станциях Монклоа, Аргелес и Легаспи
- с линией 10: на станции Плаза де Эспанья